# Paradoxophyla
Genre
Paradoxophyla est un genre d'amphibiens de la famille des Microhylidae.

## Répartition
Ce genre regroupe deux espèces qui sont endémiques de Madagascar.

## Liste d'espèces
Selon Amphibian Species of the World (28 novembre 2013) :
- Paradoxophyla palmata (Guibé, 1974)
- Paradoxophyla tiarano Andreone, Aprea, Odierna, & Vences, 2006

## Publication originale
- Blommers-Schlösser & Blanc, 1991 : Faune de Madagascar, vol. 75, p. 1-144.